# Minimum viable product
Een minimum viable product (MVP) ofwel minimaal levensvatbaar product is een product met genoeg functionaliteit om voldoende waarde te hebben om vroeg aansluitende klanten aan te trekken en om terugkoppeling te krijgen voor de verdere productontwikkeling. Als criterium of een product viable (levensvatbaar) is, wordt meestal de stelregel gehanteerd dat klanten bereid moeten zijn ervoor te betalen. 
Het laat een startend bedrijf toe de kasstroom onder controle te houden. Deze techniek wordt vaak gebruikt bij startups, waarbij het de bedoeling is om risico's te reduceren die zouden kunnen ontstaan door het te ver ontwikkelen van een product op basis van incorrecte aannames.
Binnen een agile-benadering van softwareontwikkeling streeft men ernaar om na elke iteratiestap een minimum levensvatbaar product op te kunnen leveren, met extra functionaliteit.